# Rédemption (christianisme)
Pour les articles homonymes, voir Rédemption (homonymie).

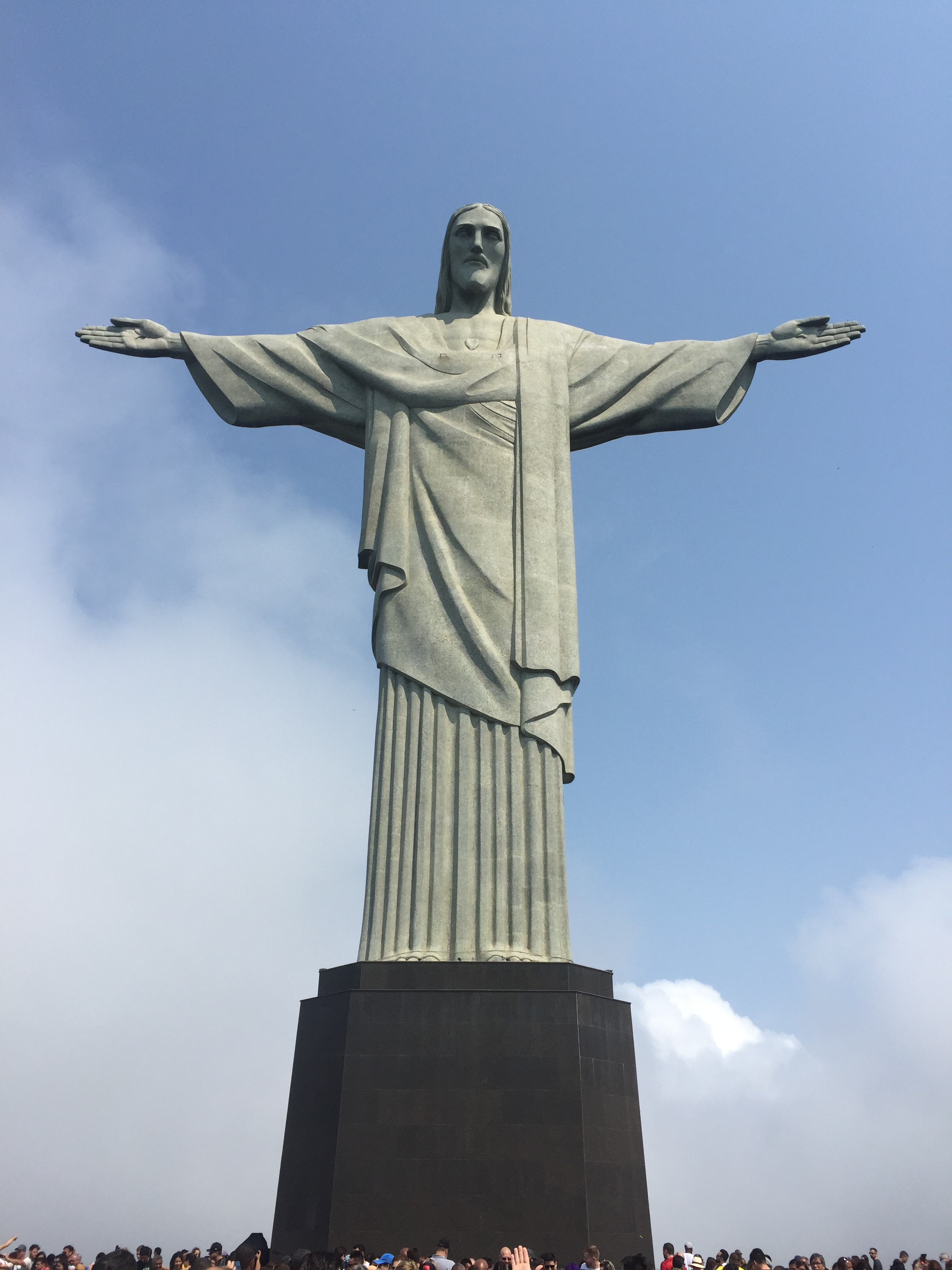
Statue du Christ rédempteur à Rio au Brésil, représentant son message d'amour et de rédemption.

La Rédemption est le dogme chrétien selon lequel Dieu le Fils, qui s'est fait homme en Jésus-Christ (dogme de l'Incarnation), a volontairement souffert sa Passion et est mort en sacrifice sur la Croix, dans le but de racheter le péché de l'humanité.
Avec la Trinité et l'Incarnation, la Rédemption est l'un des trois dogmes qui fondent le christianisme. Ces dogmes sont communs aux Églises catholique, orthodoxes et protestantes.
La Rédemption est commémorée chaque année lors de la Semaine sainte qui précède Pâques, temps liturgique central de l'année pour les chrétiens.

## Sources bibliques

### Ancien Testament
Dans l'Ancien Testament, suivant la Loi mosaïque, lors de la fête du Yom Kippour, le Grand-prêtre d'Israël offrait au Temple de Jérusalem des korbanot (« sacrifices »)  expiatoires des péchés : d'abord un pour ses propres péchés, un autre pour les prêtres et enfin un troisième pour le peuple d'Israël.

### Nouveau Testament

#### Le Christ rédempteur
Le sens expiatoire à la Passion du Christ est dans le prolongement de la fête du Yom Kippour, en particulier avec le sacrifice du bouc émissaire qui l'accompagnait. L'Épître aux Hébreux y fait de multiples références (2, 4-15; 7, 27; 9, 14-25; 10, 11-18...) et Paul de Tarse utilise le vocabulaire de la malédiction, caractéristique du bouc émissaire (Épître aux Galates 3, 10-14).
À propos de la passion du Christ, Paul enseigne que « Dieu n'a pas épargné son propre Fils, mais il l'a livré pour nous ». Cette interprétation du caractère rédempteur de la passion du Christ s'enracine dans les prophéties des Cantiques du Serviteur « qui a fait de sa vie un sacrifice d'expiation » et « par qui s'accomplissait la volonté du Seigneur » (Livre d'Isaïe 53, 10). La raison en est que « Dieu veut que tous les hommes soient sauvés » (Timothée I 2, 4).
La rédemption est en Jésus-Christ, le Rédempteur étant Dieu se faisant homme (Évangile selon Jean 10:30 ; 14:9). Toujours fidèle, après de multiples rappels et tentatives (parabole des vignerons infidèles : Lc 20 :9-14), Dieu envoie son Fils unique pour racheter l’homme et l’extirper, par sa Passion, de l’esclavage du mal et du péché (Épîtres aux Corinthiens I 15, 3 : « Le Christ est mort pour nos péchés », et Épître aux Colossiens 1, 14 : « Son Fils bien-aimé en qui nous avons la rédemption ») dans lequel il retombe souvent. C'est ainsi que Paul précise : « Dieu dans le Christ se réconcilia le monde, ne tenant plus compte des fautes des hommes et mettant en nous la parole de la réconciliation » (Épîtres aux Corinthiens II 5, 19). Par amour, Dieu rétablit l’homme dans sa liberté, car ce qu'il souhaite, c'est recevoir de l’homme un hommage d’amour librement consenti. Ce rachat est définitif et final (Épître aux Hébreux 7:27).

#### «Qui suit le Christ rédempteur devient enfant de Dieu»
Sous l'influence du judaïsme, la prière du Notre Père (Évangile selon Matthieu 6, 9-13) exprime la filiation adoptive qui est participation à Dieu : l'obéissance du Christ à son Père produit à son tour des volontés saintes qui s'identifient au salut du Père. La rédemption accorde l'adoption divine qui permet de s'adresser à Dieu en l'appelant « Père » : « Vous avez reçu l'esprit des fils d'adoption qui nous fait nous écrier Abba, Père » (Épître aux Romains 8, 15). « Preuve(...) que vous êtes des fils, Dieu a envoyé en nos cœurs l'Esprit de son Fils, pour crier Abba, Père » (Épître aux Galates 4, 6). La première épître de Jean mentionne à  plusieurs reprises l'engendrement divin de ceux qui suivent le Christ : « À ceux qui l'ont reçu, il a donné le pouvoir de devenir enfant de Dieu » (11, 52) ; « Qui aime est né de Dieu et connaît Dieu » (4, 7) ; « Qui est né de Dieu ne connaît pas le péché » (3, 9). « Le terme et le sommet de cette filiation est de devenir participant de la nature divine » (Épître de Pierre II 1, 4).
En araméen, « péché » et « dette » s'expriment par le même mot hoba, ce qui explique que Jésus utilise parfois le terme de « dette » pour parler du péché. (Matthieu 6, 12, et Luc 11, 4).

## Doctrine catholique
Selon le Catéchisme de l'Église catholique , « toute la vie du Christ est mystère de Rédemption. Elle nous vient avant tout par le sang de la croix, mais ce mystère est à l'œuvre dans toute la vie du Christ : dans son incarnation déjà, par laquelle, en se faisant pauvre, il nous enrichit par sa pauvreté ; dans sa vie cachée qui, par sa soumission, répare notre insoumission ; dans sa parole qui purifie ses auditeurs ; dans ses guérisons et ses exorcismes, par lesquels […] il a pris nos infirmités et s'est chargé de nos maladies » (Évangile selon Matthieu 8, 17) ; « dans sa Résurrection, par laquelle il nous justifie ».
Le pape Benoît XVI écrit : « Dans la Passion de Jésus, toute l'abjection du monde entre en contact avec l'immensément pur, avec l'âme de Jésus-Christ et ainsi avec le Fils de Dieu. Si habituellement, une chose impure contamine par contact et souille ce qui est pur, nous avons ici le contraire : là où le monde, avec toute son injustice et toutes les cruautés qui le souillent, entre en contact avec l'immensément Pur – là, lui le Pur, se révèle en même temps le plus fort. En ce contact, la souillure du monde est réellement absorbée, annulée, transformée à travers la douleur de l'amour infini. »
Par ailleurs, pour Benoît XVI, l'exclamation que Matthieu impute aux habitants de Jérusalem : « Que son sang soit sur nous et sur nos enfants » (Mt 27, 25) doit être interprétée plutôt comme une rédemption : « Ce n'est pas une malédiction, mais une rédemption, un salut », car le sang de Jésus « n'exige ni vengeance ni punition, mais est réconciliation ». Il laisse donc entendre que le sang de Jésus a racheté son peuple. Or le sang, qu’il soit touché, versé ou consommé, est pour les juifs associé à l’impureté, et constitue pour eux un interdit majeur. Jésus lui-même a proféré de lourdes malédictions contre les pharisiens, « sépulcres blanchis », coupables du « sang de tous les prophètes répandu depuis la fondation du monde », et dont « il sera demandé compte à cette génération. »

## Doctrine protestante
Dans le protestantisme, y compris dans l'évangélisme, la rédemption est pleinement accomplie par le sacrifice de Jésus-Christ sur la croix : le croyant est pardonné par la foi et la grâce ,.